# Niels Bender Mortensen
Niels Bender Mortensen (11. december 1962) er en dansk skuespiller.
Han er uddannet fra Skuespillerskolen ved Aarhus Teater i 1990. I 1991 havde han en af sine første roller i Den Jyske Operas opsætning af "West Side Story" som bandelederen Riff. Han var på Det Kongelige Teater i København fra 1992 til 1995, hvor han bl.a. spillede med i Suzanne Brøggers "Efter orgiet", "I tilfælde af ..." og "Richard den III". Han har derudover bl.a. medvirket i "En skærsommernatsdrøm" på Grønnegårds Teatret, "Det gode menneske fra Sezuan" på Gladsaxe Teater og haft hovedrollen som Fando i "Fando og Lis" på Jomfru Ane Teatret og var politikomissær i "Kirken" på Kaleidoskop.

## Filmroller
- 1998 Helten Henning Ib
- 1984 Strings

## TV-serier
- 1994 Enten eller - Du bestemmer Erik
- 1995-1997 Hjem til fem
- 1999 TAXA Læge Del 48
- 2004-2006 Ørnen afsnit 12

## Teaterroller

### Betty Nansen Teatret
- 2004 Demokrati Reinhard Wilke

### Det Kongelige Teater
- 1993 Efter orgiet Lem
- 1993 Kjartan og Gudrun Brand, skipper
- 1993 Melampe
- 1994 Livet er en drøm Tjener / oprører
- 1994 Richard III Jarl af Richmond / Henry VII
- 1994 I tilfælde af ...
- 1994 Syden Eric McClure
- 1995 Måneskin Fred
- 2001 Antonius og Cleopatra Officer hos Cæsar
- 2001 Peer Gynt Aslak, smed / Slave m.m.

### Den Jyske Opera
- 1991 West Side Story bandelederen Riff

### Fiolteatret
- 1993 Efter orgiet

### Grønnegårds Teatret
- 1995 En skærsommernatsdrøm Theseus / Oberon

### Gladsaxe Teater
- 1996 Det gode menneske fra Sezuan 1. Gud

### Jomfru Ane Teatret
- 1998 Fando og Lis Fando

### Kaleidoskop
- 2004 Kirken politikomissær